# Giải Sao Thổ cho trình diễn truyền hình hay nhất
Giải Sao Thổ cho trình diễn truyền hình hay nhất là một trong các giải Sao Thổ dành cho chương trình truyền hình, được bầu chọn là hay nhất. Giải này được lập từ năm 1994.

## Các chương trình truyền hình đoạt giải
| Năm  | Chương trình truyền hình                      |
| ---- | --------------------------------------------- |
| 1994 | Alien Nation: Millennium                      |
| 1995 | Alien Nation: Dark Horizon                    |
| 1996 | Doctor Who                                    |
| 1997 | The Shining                                   |
| 1998 | (không trao giải)                             |
| 1999 | Storm of the Century                          |
| 2000 | Fail Safe                                     |
| 2001 | Jack and the Beanstalk: The Real Story        |
| 2002 | Steven Spielberg Presents Taken               |
| 2003 | Battlestar Galactica (Mini-Series)            |
| 2004 | Farscape: The Peacekeeper Wars                |
| 2005 | Masters of Horror The Triangle                |
| 2006 | The Librarian: Return to King Solomon's Mines |